# Buchnera leptostachya
Buchnera leptostachya är en snyltrotsväxtart som beskrevs av George Bentham. Buchnera leptostachya ingår i släktet Buchnera och familjen snyltrotsväxter. Inga underarter finns listade i Catalogue of Life.